# Arnoldo Granella
Arnoldo Granella (Briga Marittima, 1º aprile 1939 – Nizza, 23 febbraio 2022) è stato un calciatore italiano naturalizzato francese, di ruolo attaccante.

## Carriera
Iniziò la carriera nel Le Havre esordendo nella Division 1 1961-1962 da cui retrocede in cadetteria.
Vince la Coppa delle Alpi 1962 tra le file degli italiani del Genoa, risultando tra i migliori giocatori impegnati nella finale contro il Grenoble.
Terminata la breve esperienza con i genoani, passa al Bordeaux con cui ottiene il quarto posto della Division 1 1962-1963. Con i girondini Granella giocò solo tre incontri, venendo ceduto dopo una sola stagione poiché l'allenatore Salvador Artigas gli preferiva il compagno di squadra Henri Duhayot.
Nel 1963 passa al Nizza, con cui retrocede in cadetteria al termine dell'annata 1963-1964, chiusa all'ultimo posto. Con i nizzardi vince la Division 2 1964-1965, disputando con i rossoneri quattro stagioni in massima serie. Ha disputato in totale con i nizzardi 53 incontri, segnando 9 reti.

## Palmarès

### Competizioni nazionali
- Division 2: 1

Nice: 1964-1965

### Competizioni internazionali
- Coppa delle Alpi: 1

Genoa: 1962